# Nikola Furnadschiew

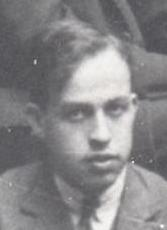
Nikola Furnadschiew, zwischen 1925 und 1927

Nikola Jordanow Furnadschiew (bulgarisch Никола Йорданов Фурна̀джиев; * 9. Juni 1903 in Pasardshik; † 26. Januar 1968 in Sofia) war ein bulgarischer Lyriker.
Er veröffentlichte mehrere Gedichtsammlungen. Ein erster Gedichtband von 1925 befasste sich mit den Ereignissen um den Septemberaufstand in Bulgarien von 1923. Auch in späteren, sprachlich strengen Werken sind politische Einflüsse vor dem Hintergrund der sozialistischen Ausrichtung Bulgariens vorhanden.
Furnadshiew wurde mit dem Dimitroffpreis ausgezeichnet.

## Werke (Auswahl)
- Frühlingswind, 1925
- Auf deinen Wegen bin ich gegangen, 1958
- Sonne über den Bergen, 1961
- Das Schwerste, 1964